# José Carlos Guerra
José Carlos Estelita Guerra (Recife, 23 de março de 1939) é um advogado e político brasileiro.
Filho de Pio Genésio Guerra e de Jaci Estelita Guerra. Casou com Maria da Glória Capanema Guerra. Seu sogro foi Gustavo Capanema. Seu pai foi deputado federal por Pernambuco de 1955 a 1959. Seu irmão, Severino Sérgio Guerra, foi deputado federal por Pernambuco de 1991 a 2003 e de 2011 a 2014.
Nas eleições de outubro de 1962 foi eleito deputado federal por Pernambuco. Assumiu seu mandato em fevereiro de 1963 e, após o movimento político-militar de 1964, com a extinção dos partidos políticos pelo Ato Institucional Número Dois e a posterior instauração do bipartidarismo, filiou-se à Aliança Renovadora Nacional (Arena).